# Yitzhak Yedid

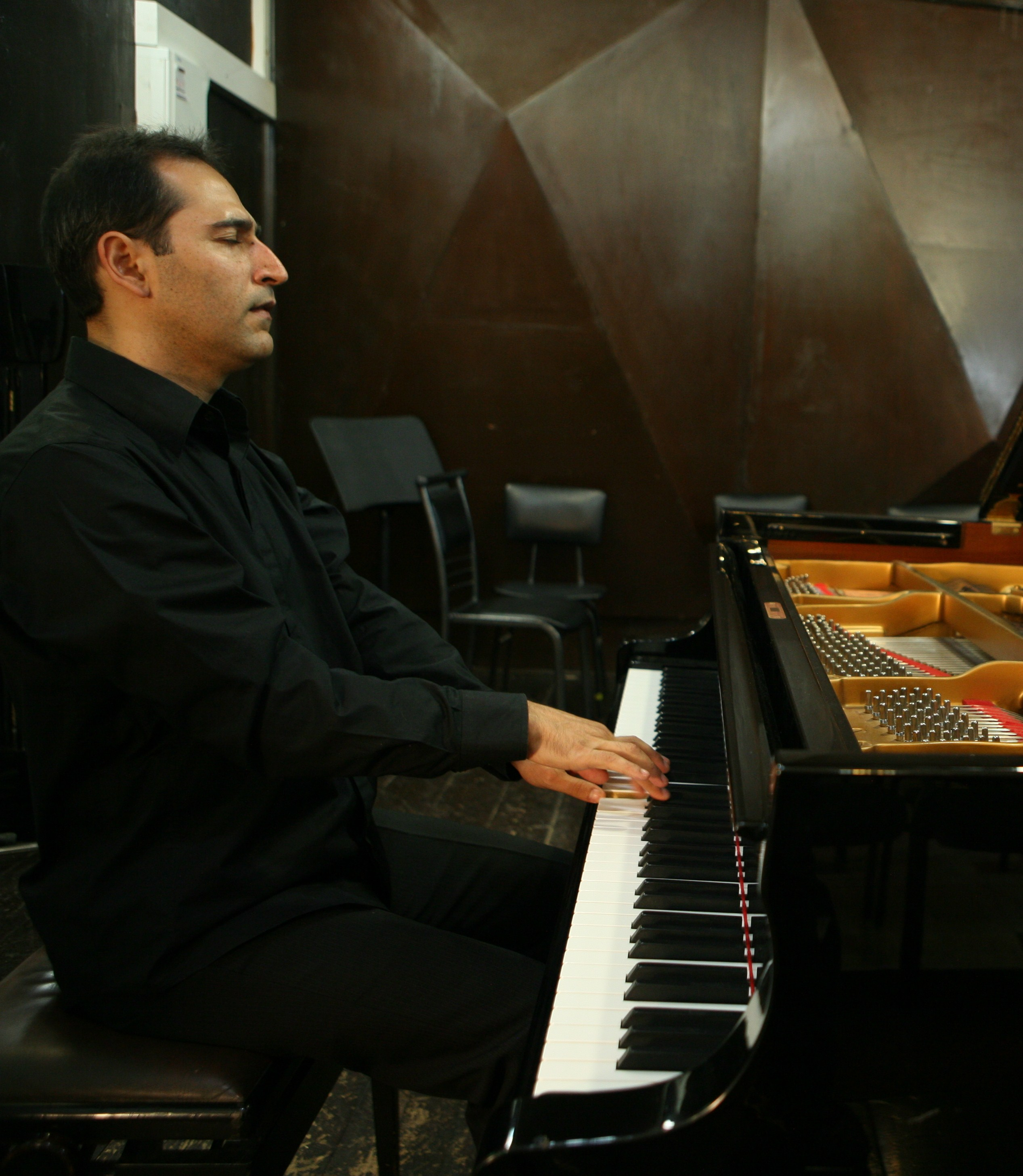
Yitzhak Yedid, marzo de 2009

Yitzhak Yedid (en hebreo: יצחק ידיד, Jerusalén, 29 de septiembre de 1971) es un compositor y pianista australiano-israelí de jazz, música clásica contemporánea, third stream, música judía, experimental y vanguardista.
Nació en el seno de una familia judía sirio-iraquí de Jerusalén y estudió en la Academia de Música y Danza de Jerusalén y en el  New England Conservatory of Music, donde fue alumno, entre otros, de Ran Blake o Paul Bley.
Universidad de Monash de Melbourne, Australia, país en el que lleva años residiendo.

## Discografía
- 2012 : Visions, Fantasies and Dances, Music for String Quartet
- 2008 : Oud Bass Piano Trio, Between the lines
- 2006 : Reflections upon six Images, Between the lines
- 2005 : Passions & Prayers, Between the lines
- 2003 : Myth of the cave, Between the lines
- 2002 : Inner outcry – Yedid trio, Musa records
- 2002 : Ras Deshen – con Abate Berihun, Ab
- 2000 : Full moon Fantasy – solo piano, Musa Records
- 1998 : Trio avec Masashy Harada & Bahab Rainy
- 1997 : Duo Paul Bley & Yitzhak Yedid